# Агент Картер: 50-та річниця Щ.И.Т.
«Агент Картер: 50-та річниця Щ.И.Т.» (англ. Agent Carter: S.H.I.E.L.D. 50th Anniversary) — комікс, виданий американським видавництвом Marvel Comics у 2015 році в рамках серії ваншотів на честь п'ятдесятиріччя створення вигаданої розвідувальної агенції Щ.И.Т..

## Історія публікації
Ваншот був опублікований у 2015 році на честь 50-річчя вигаданої організації Щ.И.Т. разом із «Ф'юрі: 50-та річниця Щ.И.Т.», «Кавалерія: 50-та річниця Щ.И.Т.», «50-та річниця Щ.И.Т.», «Пересмішниця: 50-та річниця Щ.И.Т.» і «Дрож: 50-та річниця Щ.И.Т.».

## Сюжет
Коли Дум Дум Дуґан намагається завербувати Пеґґі Картер у Щ.И.Т., вони стикаються з Леді Сіф.

## Сприйняття
Джессі Шедін з IGN висловив думку, що ідея об’єднати Пеґґі Картер і Леді Сіф є привабливою концепцією, але, на жаль, ця проблема не закінчується використанням нової команди з дуже хорошим ефектом. Дуґ Завіша з CBR.com заявив, що хоча одноразова історія є гідною історією, мистецтво має проблеми, здебільшого з погляду оповідання. Він каже, що художник Елліс покладається на дії, щоб розповісти історію, а не на самих персонажів, і що рішення залишити бере, намисто та сережки на Картері підриває гостроту сюжету.